# Jonny Weston
Jonny Weston (* 16. Juni 1988 in Charleston, South Carolina) ist ein US-amerikanischer Schauspieler. Bekannt ist er durch die Rolle des Jay Moriarity in Mavericks – Lebe deinen Traum (2012) und die des Edgar in Die Bestimmung – Insurgent (2015).

## Leben und Karriere
Weston wurde im Jahr 1988 in Charleston, South Carolina, geboren und ist dort auch aufgewachsen. Nach der High-School besuchte er im Alter von 18 Jahren die University of South Carolina in Columbia. Dort besuchte er eine Theaterklasse und erkannte seine Leidenschaft für die Schauspielerei.
Er konnte sich eine erste kleine Rolle in der Fernsehserien Pocket Dial und Supah Ninjas sichern, die 2011 sein Schauspieldebüt bildete. Anschließend war er 2012 in einigen Spielfilmen zu sehen, darunter Cherry – Dunkle Geheimnisse und Under the Bed – Es lauert im Dunkeln. Bekanntheit erlangte Weston 2012 durch die Rolle des Jay Moriarity in dem biografischen Spielfilm Mavericks – Lebe deinen Traum. Ende 2014 verkörpert er die Rolle des Jimmy, der Filmfreund von Maggie Grace, in dem Actionfilme 96 Hours – Taken 3.
Anfang 2015 war er als Hauptdarsteller David Raskin in dem Found-Footage-Film Project Almanac zu sehen. Im Science-Fiction-Film Die Bestimmung – Insurgent, einer Verfilmung des Romans Die Bestimmung – Tödliche Wahrheit von Veronica Roth, spielt Weston die Rolle des Edgar.

## Filmografie
- 2011: Pocket Dial (Fernsehserie, Episode 1x04)
- 2011: Supah Ninjas (Fernsehserie, Episode 1x05)
- 2011: ASS Apartment Sketch Show (Fernsehserie, Episode 1x02)
- 2012: Du wirst schon noch sehen, wozu es gut ist (Someday This Pain Will Be Useful to You)
- 2012: John Dies at the End
- 2012: Cherry – Dunkle Geheimnisse (About Cherry)
- 2012: Caroline and Jackie
- 2012: Under the Bed – Es lauert im Dunkeln (Under the Bed)
- 2012: Mavericks – Lebe deinen Traum (Chasing Mavericks)
- 2013: Sugar
- 2014: Kelly & Cal
- 2014: 96 Hours – Taken 3 (Taken 3)
- 2015: Project Almanac
- 2015: Die Bestimmung – Insurgent (The Divergent Series: Insurgent)
- 2015: We Are Your Friends
- 2016: Die Bestimmung – Allegiant (The Divergent Series: Allegiant)
- 2017: Beyond Skyline